# Musée Archéologique du Minervois

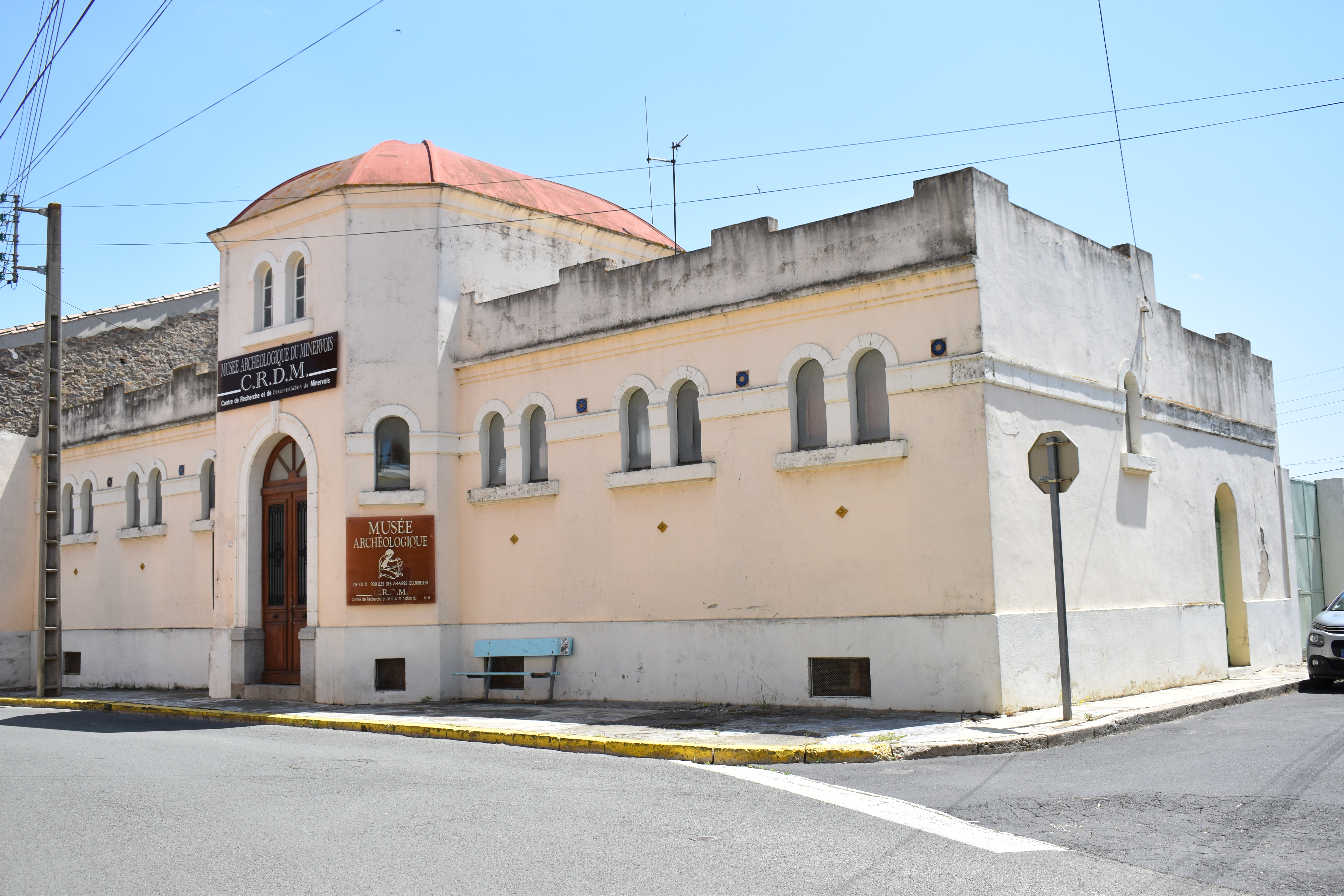
Musée archéologique du Minervois in Olonzac

Das Musée Archéologique du Minervois ist ein archäologisches Museum in Olonzac im französischen Département Hérault. Betrieben wird es durch das 1971 gegründete Centre de Recherche et de Documentation du Minervois (CRDM).
Gezeigt werden in den beiden Ausstellungssälen (Salle Barou und Salle Bouscaras) archäologische Funde vom Paläolithikum und Neolithikum über die Eisenzeit bis zur Zeit der römischen Herrschaft in der Gallia Narbonensis. Sie stammen überwiegend aus dem Minervois, einige römische Fragmente von Amphoren und Geschirr aus Terra Sigillata aber auch aus dem Hafen La Nautique in Narbonne. Ergänzt werden die archäologischen Objekte durch eine kleine Abteilung zur Paläontologie und Mineralogie.
Das CRDM verwaltet neben dem Museum auch ein Ausgrabungsdepot.